# Rosemar Coelho Neto
Rosemar Maria Coelho Neto (* 2. Januar 1977 in Miracatu) ist eine ehemalige brasilianische Sprinterin.

## Biografie
Rosemar Coelho Neto, die bereits bei zwei Universiaden mit der 4-mal-100-Meter-Staffel einmal Silber und einmal Bronze gewann, trat bei den Olympischen Sommerspielen 2004 in Athen im 100-Meter-Rennen an, wo sie im Viertelfinale ausschied. Auch mit der brasilianischen Staffel über 4-mal 100 Meter konnte sie sich nicht für das Finale qualifizieren.
Vier Jahre später nahm sie bei den Olympischen Sommerspielen in Peking zusammen mit Lucimar de Moura, Thaissa Presti und Rosângela Santos in der 4-mal-100-Meter-Staffel teil. Mit einer Zeit von 43,38 Sekunden im Vorlauf konnten sich die vier für das Finale qualifizieren. Dort belegten sie den vierten Rang und verpassten mit einer Zeit von 43,14 Sekunden die Bronzemedaille um nur eine Zehntelsekunde. Im Jahr 2016 disqualifizierte das Internationale Olympische Komitee jedoch die russische Staffel wegen Dopings und vergab infolgedessen die Medaillen neu, so dass die Brasilianerinnen nachträglich die Bronzemedaille erhielten.
Coelho Neto ist vierfache Südamerikameisterin.